# Gare de Lavoûte-sur-Loire
Gare de Lavoûte-sur-Loire – przystanek kolejowy w Lavoûte-sur-Loire, w departamencie Górna Loara, w regionie Owernia-Rodan-Alpy, we Francji.
Został otwarty w 1866 przez Compagnie des chemins de fer de Paris à Lyon et à la Méditerranée (PLM). Jest przystankiem kolejowym Société nationale des chemins de fer français (SNCF), obsługiwanym przez pociągi TER Auvergne.